# Селиштень
Селиштень (Селиштены, рум. Selișteni, Селиштень) — село в Ниспоренском районе Молдавии. Наряду с сёлами Валя-Трестиень, Исайканы, Луминица и Одобешты входит в состав коммуны Валя-Трестиень.

## География
Село расположено на высоте 101 метров над уровнем моря.

## Население
По данным переписи населения 2004 года, в селе Селиштень проживает 101 человек (50 мужчин, 51 женщина).
Этнический состав села:
| Национальность | Число жителей | Процентный состав |
| -------------- | ------------- | ----------------- |
| молдаване      | 99            | 98.02             |
| украинцы       | 2             | 1.98              |
| Всего          | 101           | 100%              |